# 卡拉奇
卡拉奇（烏爾都語：كراچى‬[kəˈraːtʃi] ⓘ，信德語：ڪراچي），是巴基斯坦信德省的首府，為該國最大城市，是最大港口喀拉蚩港及第二大港口卡西姆港的所在地，亦是主要銀行業、工業、經濟及商業中心，還是世界上人口最多的城市之一及十大大型都會區，屬第2級世界都市。
卡拉奇位於印度河三角洲西北部，瀕臨阿拉伯海；面積3527平方公里，总人口近1500萬。2013年4月「世界城市區域研究」（Demographia World Urban Areas）發布第9屆調查報告，世界大都市依照人口數排名，巴基斯坦卡拉奇（Karachi）2080萬人，排名第7。
卡拉奇曾是巴基斯坦獨立時的首都，直到1960年代新首都伊斯蘭堡建成。巴基斯坦獨立後，數十萬印度穆斯林難民（穆哈吉爾人）移民到卡拉奇，因而帶動其人口及經濟快速成長。
巴基斯坦大型企業集中於喀拉蚩，包括紡織、運輸、汽車製造、娛樂、藝術、時尚、廣告、出版、軟體開發、醫學研究等領域的企業。卡拉奇亦為南亞及穆斯林世界高等教育的主要樞紐。

## 歷史
卡拉奇原為印度洋沿岸的一個小漁村。1839年，英國佔領卡拉奇，並將其劃為陸軍總部。1843年，卡拉奇與印度河上游的木爾坦建立航運。此後，卡拉奇成為了印度河流域的主要港口。
1861年，卡拉奇建立至戈特里的鐵路，並於1878年伸延至木爾坦，與旁遮普鐵路接軌。1910年，長達18.6萬呎的東碼頭竣工。1914年，卡拉奇已成為了當時英屬印度的最大糧食出口港。
隨著第一次世界大戰的結束，卡拉奇開始了製造業和服務業的發展。1924年卡拉奇建成了首座機場-真纳国际机场，更成為進入印度的主要航空港之一。1936年卡拉奇被定為信德省的首府。1947年印巴分治時期，克拉嗤為大量印度穆斯林難民的主要移入城市。
2010年10月16日到20日的槍擊案造成70多人喪生，100多人受傷。

## 地理

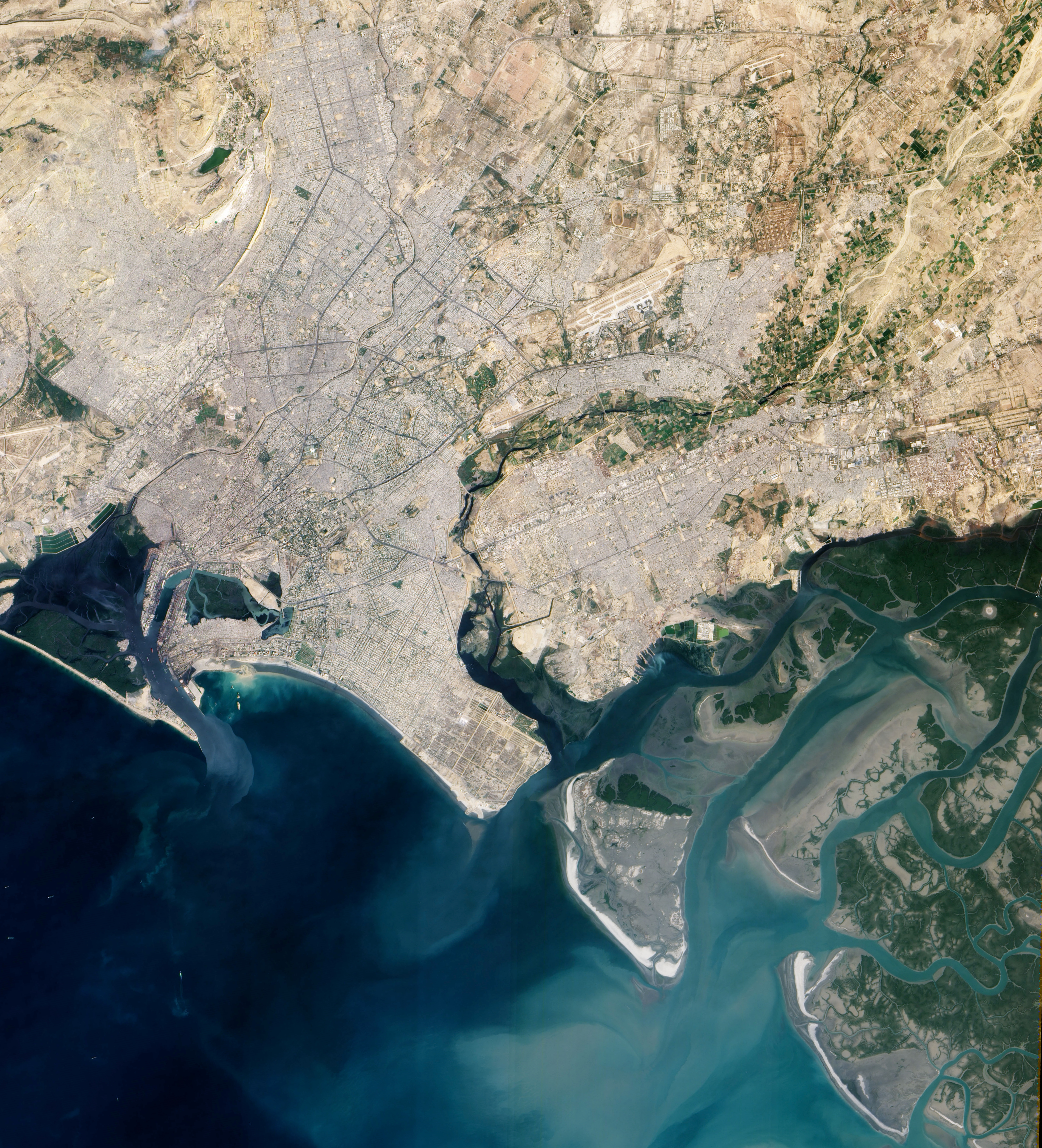
卡拉奇卫星图片

卡拉奇位于巴基斯坦南部信德省海岸线，是阿拉伯海的天然良港。卡拉奇建在散布着岩石、丘陵和沼泽地的沿海平原上。红树林生长在卡拉奇港周围的咸水水域，以及东南方更遠的印度河三角洲。卡拉奇市以西是蒙泽角，当地人称为Ras Muari，该地区以海崖、岩石砂岩海角和海滩为特色。
卡拉奇非常靠近印度板块与阿拉伯板块交汇处的主要断层线。卡拉奇市内有两个小山脉：卡萨山和穆里山，位于西北部.卡拉奇的山丘贫瘠，是更大的基爾塔爾山脈的一部分，最高海拔为 528 米（1,732 英尺）。
山丘之间散布着干涸的河床和水道。卡拉奇是围绕马里尔河和利亚里河开发的。卡拉奇以东是印度河冲积平原。

### 氣候
卡拉奇是阿拉伯海的北部滨海城市，属热带沙漠气候，干燥少雨，全年降雨量约200毫米，以七、八月份较为集中，四月至八月为夏季，高温炎热，1979年夏季曾录得47.8℃的最高温度记录，十一月至次年二月为冬季，气温凉爽温和。
| 喀拉蚩                                 | 喀拉蚩      | 喀拉蚩      | 喀拉蚩       | 喀拉蚩       | 喀拉蚩       | 喀拉蚩       | 喀拉蚩       | 喀拉蚩       | 喀拉蚩       | 喀拉蚩       | 喀拉蚩       | 喀拉蚩      | 喀拉蚩       |
| 月份                                   | 1月         | 2月         | 3月          | 4月          | 5月          | 6月          | 7月          | 8月          | 9月          | 10月         | 11月         | 12月        | 全年         |
| -------------------------------------- | ----------- | ----------- | ------------ | ------------ | ------------ | ------------ | ------------ | ------------ | ------------ | ------------ | ------------ | ----------- | ------------ |
| 历史最高温 °C（°F）                    | 32.8 (91.0) | 36.1 (97.0) | 41.5 (106.7) | 44.4 (111.9) | 47.8 (118.0) | 47.0 (116.6) | 42.2 (108.0) | 41.7 (107.1) | 42.8 (109.0) | 43.3 (109.9) | 38.5 (101.3) | 34.5 (94.1) | 47.8 (118.0) |
| 平均高温 °C（°F）                      | 25.6 (78.1) | 26.4 (79.5) | 28.8 (83.8)  | 30.6 (87.1)  | 32.3 (90.1)  | 33.3 (91.9)  | 32.2 (90.0)  | 30.8 (87.4)  | 30.7 (87.3)  | 31.6 (88.9)  | 30.5 (86.9)  | 27.3 (81.1) | 30.0 (86.0)  |
| 平均低温 °C（°F）                      | 14.1 (57.4) | 15.9 (60.6) | 20.3 (68.5)  | 23.7 (74.7)  | 26.1 (79.0)  | 27.9 (82.2)  | 27.4 (81.3)  | 26.2 (79.2)  | 25.3 (77.5)  | 23.5 (74.3)  | 20.0 (68.0)  | 15.7 (60.3) | 22.2 (71.9)  |
| 历史最低温 °C（°F）                    | 0.0 (32.0)  | 3.3 (37.9)  | 7.0 (44.6)   | 12.2 (54.0)  | 17.7 (63.9)  | 22.1 (71.8)  | 22.2 (72.0)  | 20.0 (68.0)  | 18.0 (64.4)  | 10.0 (50.0)  | 6.1 (43.0)   | 1.3 (34.3)  | 0.0 (32.0)   |
| 平均降雨量 mm（）                      | 3.6 (0.14)  | 6.4 (0.25)  | 8.3 (0.33)   | 4.9 (0.19)   | 0 (0)        | 3.9 (0.15)   | 66.4 (2.61)  | 44.8 (1.76)  | 22.8 (0.90)  | 0.3 (0.01)   | 1.7 (0.07)   | 4.5 (0.18)  | 167.6 (6.59) |
| 来源1：香港天文台 (平均 1962–1987)     |             |             |              |              |              |              |              |              |              |              |              |             |              |
| 来源2：巴基斯坦氣象部 (極端 1931–2008) |             |             |              |              |              |              |              |              |              |              |              |             |              |

#### 酷热天气
卡拉奇北部幅员广阔的沙漠促成了城市夏季的高温炎热。2018年夏季，由于信德省北部受重度的低压系统影响，导致卡拉奇持续炎热，整座城市处于热浪笼罩之中，有65人因高温酷热死亡，政府为之实行高温紧急状态。2016年8月，英国经济学人智库将卡拉奇列为排名第六的全球最不宜居城市。

## 经济

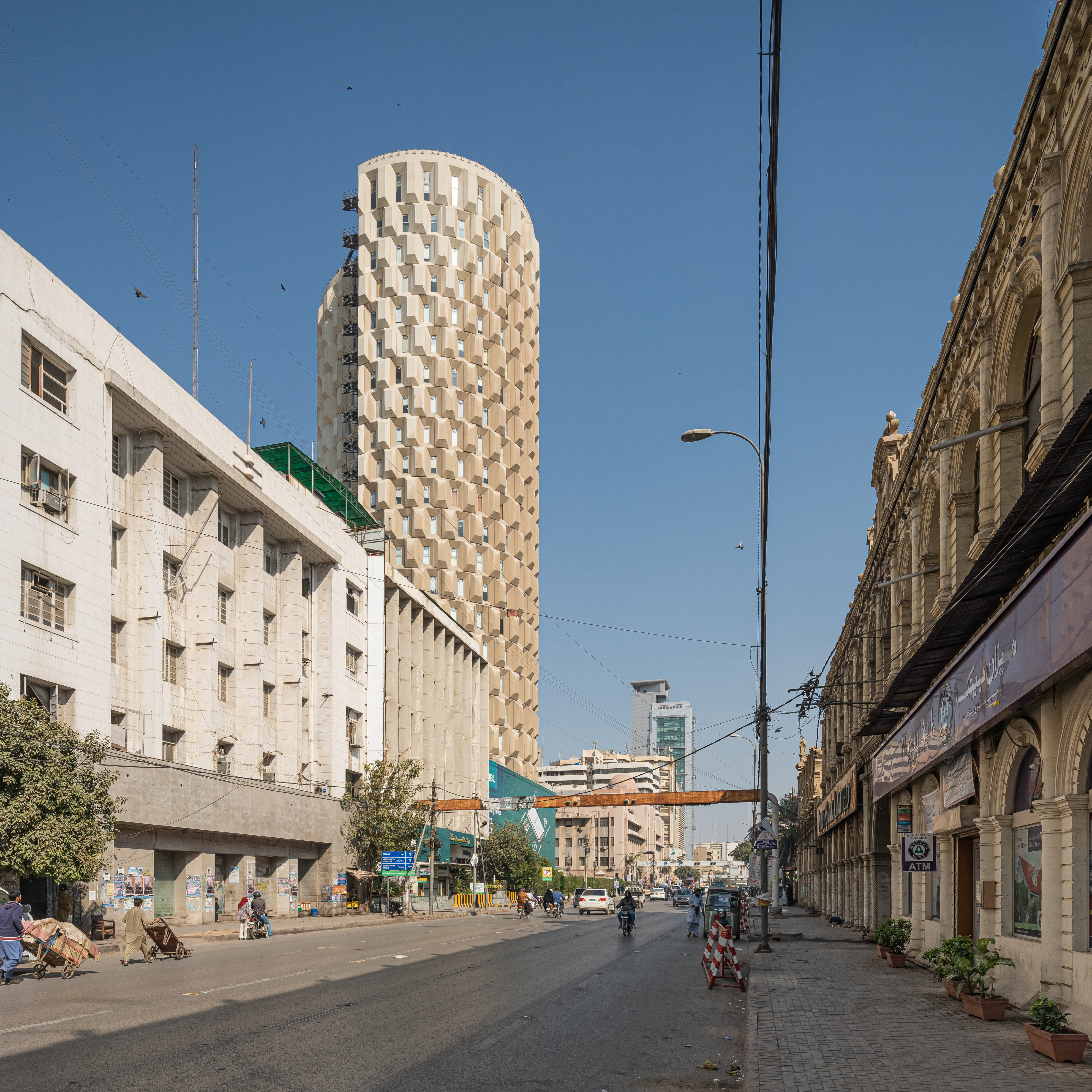
卡拉奇金融中心

### 经济概况
卡拉奇是巴基斯坦最重要的经济城市，工业、进出口贸易、交通运输业等均处全国领先地位，并有大量的国有经济实体。全市GDP和关税额分别占全国的20%和65%以上，工业、工业产品和产业工人分别占全国总量的47%、43%和42%。

### 工业
•可兰工业区

### 农业
•卡拉奇国际农业展览会

### 交通运输

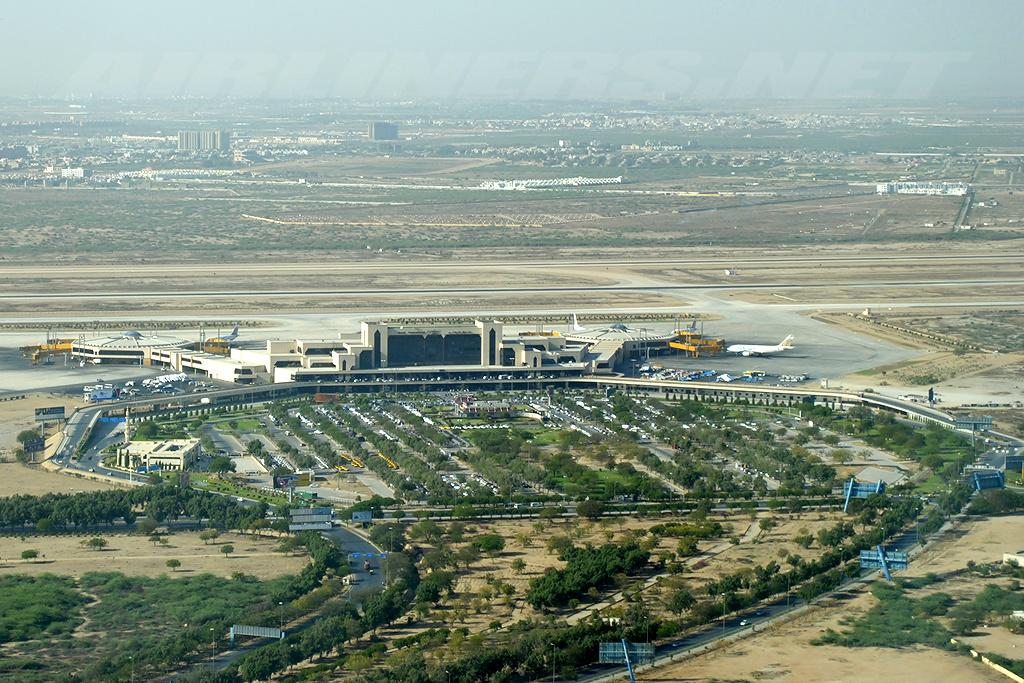
卡拉奇真纳国际机场（2010年）

•真纳国际机场（جناح بین الاقوامی ہوائی اڈا‬）
•卡拉奇港
•卡西姆港

### 电讯
•信德电视

### 金融
卡拉奇聚集了巴基斯坦50%的银行储蓄和75%的金融资本。

## 人口
卡拉奇是巴基斯坦第一大城市，也是人口最多的城市。据巴基斯坦第六次人口和住宅普查报告，2017年卡拉奇总人口为14,910,352人，中心城区人口近300万。全市人口占全国总数的7%，信德省的31%。按全球城市人口规模排名，卡拉奇为全球第三大城市，穆斯林世界第一大城市。

### 人口发展

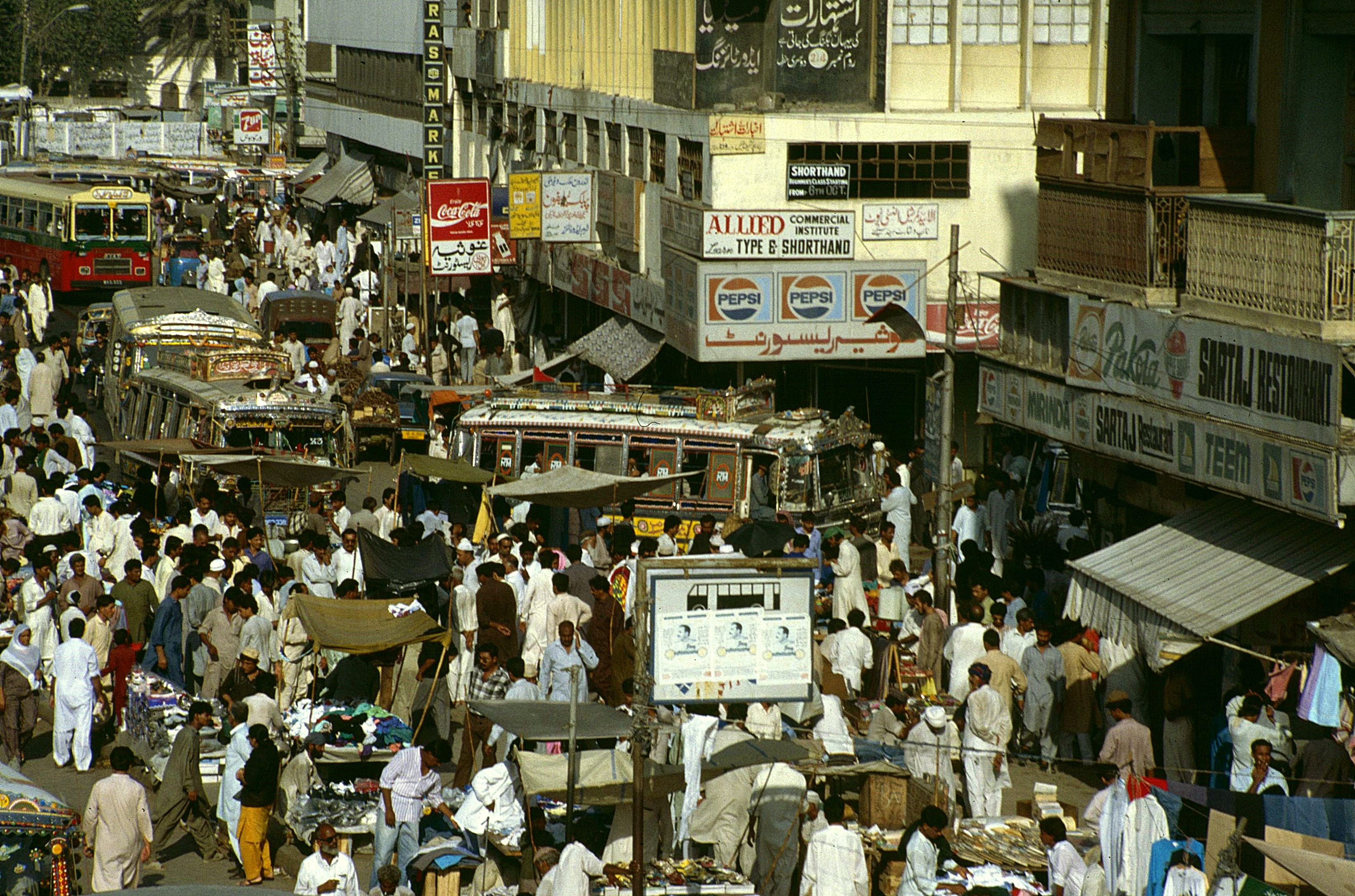
1990年，卡拉奇街头的人群

卡拉奇直至18世纪初还是一个只有1.5万人的小渔村，多为信德省原住民。1839年被英国殖民后人口为7万人，1947年前发展到45万。巴基斯坦独立后，大量穆斯林难民从印度涌入卡拉奇，1951年人口暴增到110万，1981年达540万。由于巴基斯坦农村人口和各地务工人员涌向卡拉奇，城市人口正以5%的增长率逐年增长，估计2030年人口规模将达到世界第一的水平，超过目前全球城市人口最多的印尼雅加达和日本东京。

### 宗教

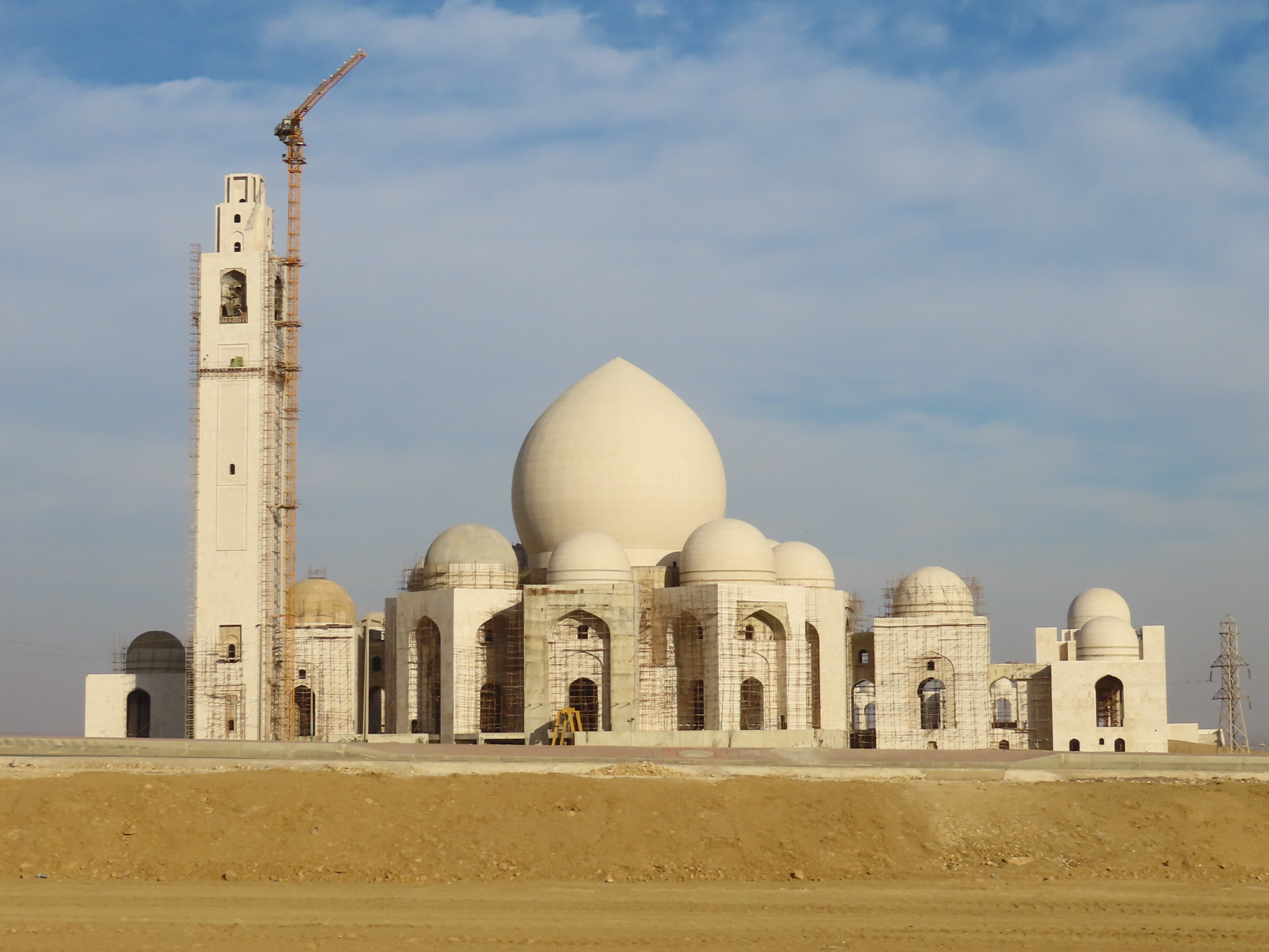
卡拉奇大贾米亚清真寺，世界第三大清真寺，可容纳80万信众礼拜

卡拉奇96%以上的人口信仰伊斯兰教诸教派，按人口计算卡拉奇是世界上最大的穆斯林城市。同时也有基督教新教和果阿天主教徒社区。这座城市也是大量印度教徒以及一小部分琐罗亚斯德教徒的聚居地。1947年巴基斯坦独立之前，该市的宗教人口估计为51.1%是印度教徒，42.3%是穆斯林，其余7%主要是基督徒（包括英国人和本土人）、锡克教徒、耆那教徒，还有少数人犹太人的。巴基斯坦独立后，卡拉奇的绝大多数信德印度教徒前往印度，而来自印度的穆斯林难民则在该市定居。这种大规模的移民极大地改变了这座城市的宗教人口结构。
卡拉奇大约85%的穆斯林是遜尼派，而15%是什叶派。逊尼派主要遵循哈乃斐学派，苏菲派通过鼓励尊重阿卜杜拉·沙阿·加齐和梅瓦·沙阿等苏菲派圣人来影响宗教习俗。什叶派主要为十二教派，其中少数为伊斯玛仪派，进一步细分为尼扎里派、穆斯塔阿里派、达乌迪·博赫拉斯派和苏莱曼派。卡拉奇有3000多座清真寺，其中最著名的包括大贾米亚清真寺、拜图尔穆卡拉姆清真寺、图巴清真寺和梅蒙清真寺。

## 友好城市
- 模里西斯 路易斯港，2007年5月1日[34]
- 中國 上海，1984年2月15日[35]
- 沙烏地阿拉伯 吉達
- 塔什干
- 黎巴嫩 貝魯特
- 達卡
- 土耳其 伊斯坦堡
- 土耳其 伊茲密爾，1985年
- 美国 休士頓，2008年5月8日[36][37]
- 巴林 麥納瑪
- 科索沃 普里斯提納，2008年7月24日
- 阿联酋 杜拜
- 马来西亚 吉隆坡，2008年6月1日
- 俄羅斯 莫斯科，2011年8月28日